# Allium cucullatum
Allium cucullatum — вид рослин з родини амарилісових (Amaryllidaceae); ендемік Афганістану.

## Поширення
Ендемік Афганістану.